# Маклейн, сэр Гектор Ог (15-й вождь)
Сэр Гектор Ог Маклейн (Иханн Ог Маклейн) (англ. Sir Hector Og Maclean, 15th Chief; 1583—1623) — 15-й вождь клана Маклейн в Шотландии и 11-й лэрд Дуарта (1598—1623).

## Ранние годы
Родился в 1583 году. Старший сын сэра Лахлана Мора Маклейна (1558—1598), 14-го вождя клана Маклейн (1573—1598) . Его отец, сэр Лахлан, был убит в битве при Трей-Груиннерте. Гектор, которому тогда было двадцать лет, стал новым главой клана Маклейн. Его первым действием было отомстить клану Макдональдов за смерть его отца.

## Битва при Бенбигри
Он получил комиссию огня и меча против Макдональдов из Даннивега и призвал вождя клана Маккиннон, Маклауда из Данвегана и Макнил из Барры на свою помощь в 1598 году в битве при Бенбигри.
Вождь Камеронов из Лохила присоединился к этим силам вместе со своим кланом. Объединённые кланы, полностью экипированные, направились на остров Айлей. Сэр Джеймс Макдональд, 9-й вождь из Даннивега, предвидя это движение со стороны молодого лэрда Дуарда, собрал все собрание Айлея и Кинтайра и приготовился к конфликту, который, как он имел основания полагать, будет кровавым. Враждебные стороны встретились в месте под названием Бенбигри, и, поскольку ни одна из них не была склонна ни предлагать, ни принимать условия, результатом стала немедленная битва. Последователи вождя клана Маклейна в этом случае значительно превосходили численностью Макдональдов; но сэр Джеймс Макдональд, 9-й вождь Даннивега, хорошо понимая, что ему не нужна надежда на примирение со своим разъяренным родственником, сказал своим последователям, что только в решительном сопротивлении существует какая-либо надежда на безопасность для себя или на защиту своих домов. Макдональды, доведенные до отчаяния знанием этих фактов, сражались с неконтролируемой яростью, и только после того, как высоты Бенбигри были покрыты их убитыми, а их вождь унесен с поля боя опасно раненым, нападавшим удалось их разгромить. Подавленные численностью, Макдональды в конце концов были вынуждены уступить дорогу и бежать в крайнем замешательстве, не зная, куда, ни гора, ни долина не давали им убежища от победоносных преследователей. Однако некоторые, взяв с собой раненого вождя, направились в Кинтайр, оставив остров Айлей добычей безжалостных захватчиков.
В течение трех дней союзные кланы с безжалостным варварством вели разрушительную работу по всему острову. Каждое человеческое жилище было сожжено дотла; и бедным жителям пришлось искать единственное убежище в пещерах и расщелинах скал среди гор, без топлива и без еды. Вождь клана Камерон из Лохила с удовлетворением взял Гектора Маклейна из Лохбуи, 9-го вождя, который помогал Макдональдам против его собственного вождя, вместе с несколькими его последователями, военнопленными, и держал их в цепях в течение шести месяцев. Однако вскоре у Гектора Маклейна из Лохбайя появилась прекрасная возможность поквитаться с вождем Камеронов из Лохила. Из всех конфликтов между этими двумя кланами этот, последний, был самым кровопролитным и разрушительным. Маклины и их союзники, несомненно, чувствовали себя вправе отомстить своим врагам за предательство, проявленное во время битвы при Трей-Груиннерте, и потерю там столь выдающегося вождя. Они также были вынуждены сделать разрушение как можно более полным, поскольку поведение сэра Джеймса Макдональда, 9-го Даннивега, сделало его популярным среди своего клана, и его действия встретили их одобрение. Какими бы прискорбными ни были человеческие жертвы и страдания невинных и беспомощных, в результате был положен окончательный и эффективный конец борьбе между противоборствующими кланами. После битвы при Бенбигри Маклейны и Макдональды отбросили свою вражду и жили в самых счастливых условиях дружбы и взаимной доброй воли.
В 1599 году король Шотландии Яков VI Стюарт, обнаружив, что королевская казна все ещё находится в истощенном состоянии, снова обратил свой взор на Западные острова и решил, что местных племенных вождей следует выделить в достаточном количестве, чтобы удовлетворить его требования, поэтому он назначил новую комиссию лейтенантов по всем островам и Хайленду графства Инвернесс, во главе которой были назначены Людовик Стюарт, 2-й герцог Леннокс, и Джордж Гордон, 1-й маркиз Хантли. Последний недавно был восстановлен в короелвской благосклонности. Хотя официальный документ, излагающий причины поступка короля, дает шокирующую картину островитян, тем не менее этот пункт устанавливает истинную суть поручения: «И помимо всех других своих преступлений, они мятежно утаивают от его величества значительная часть достояния и собственно ренты короны лишают королевство выгод, которые могли бы принести ей пользу от торговли рыболовством и другими товарами, которые приносят эти границы». И теперь, наконец, большая часть из них объединилась, сговорилась и ежедневно, силой и политикой, в своей варварской и мятежной форме, пытается разочаровать службу Его Величества в Льюисе. Что касается степени действия этого лейтенанта, сейчас неизвестно. Положительно, однако, что с точки зрения справедливости короне причиталось мало от ренты, и требуемая сумма была за пределами возможностей вождей. В 1601 году тем же партиям была предоставлена еще одна лейтенантская комиссия; юг островов Аргайлшир попал под непосредственную ответственность графа Леннокса. Этим лейтенантам было поручено помогать определённым колонистам, которые могли бы значительно увеличить арендную плату короля. Им была дана власть применять силу и преследовать островитян огнем и мечом. Этим комиссарам были предложены награды за добросовестное выполнение возложенного на них долга.

## Конфискация его поместий
Действуя на основании своего разрешения, Джордж Гордон, 1-й маркиз Хантли, отвечавший за северные округа королевства, созвал съезд северных племенных лидеров, чтобы встретиться в Стерлинге, Шотландия, в течение определённого периода под страхом конфискации имущества из-за отсутствия, но многие северные шотландские вожди из-за расстояния, которое им приходилось преодолевать, и ограниченного времени, отведенного для их появления, не смогли присутствовать в назначенный день. Поскольку Гектор Ог Маклейн владел землями Гарбгамблуха в Лохабере, он сразу же отправился в Стерлинг. Прибыв туда, рано утром, когда должно было быть названо его имя, он встретил на улице Джорджа Гордона, 1-го маркиза Хантли. После того, как Джордж Гордон, 1-й маркиз Хантли, приветствовал его, Гектор Маклейн спросил его, успеет ли он переодеться до того, как будет объявлена перекличка. Маркиз Хантли ответил, что у него достаточно времени. Вернувшись к себе домой, Гектор узнал, что идет заседание, и немедленно поспешил на собрание, а по прибытии обнаружил, что его имя уже названо. Расставшись с Гектором на улице, маркиз Хантли отправился прямо на съезд и решил немедленно привести в исполнение угрозу, которую он высказал в адрес сэра Лахлана Мора Маклейна в связи с предложением последнего убить Джорджа Гордона, 1-го маркиза Хантли, в ночь после битвы при Гленливате; поэтому он приказал немедленно назвать имя Маклейна, а поскольку последнего не было, маркиз Хантли немедленно подал заявку на неустойку, добился её и до сих пор владеет ею. Все друзья и интересы, которые Гектор мог завести или привлечь к королю, так и не смогли отменить приговор, поскольку маркиз Хантли всегда оказывал сильное сопротивление. Таким образом, он почувствовал, что отомстил сыну сэра Лахлана Мору Маклейну. Гектор Ог Маклейн скончался в 1623 году.

## Брак и дети
Первый брак Гектора Маклейна был с Джанет Маккензи из Кинтейла, второй дочерью Колина Кэма Маккензи из Кинтейла (ум. 1594) . У них было два сына:
- Гектор Мор Маклейн, 16-й вождь клана (ок. 1600—1626), его старший сын, сменивший своего отца на посту главы клана[5][6][7].
- Сэр Лахлан Маклейн, 1-й баронет (ок. 1600—1649), сменил своего старшего брата на посту 17-го вождя клана после смерти брата в 1626 году до своей собственной смерти в 1649 году[5][7].

Второй брак Гектора Маклейна был на Изабелле Ачесон из Госфорда. Она была дочерью сэра Арчибальда Ачесона, 1-го баронета (1583—1634). У них также было два сына:
- Дональд Маклейн, 1-й лэрд Броласа (ок. 1600 — после 1655 г.)[2][3][5]. Его правнук, сэр Аллан Маклейн, 6-й баронет (1710—1783), стал 22-м главой клана Маклейн в 1750 году, когда 21-й вождь умер, не оставив наследника.
- Сэр Джон Маклейн, 1-й баронет (1604—1666). Он переехал в Швецию, взял имя Джон Ганс Макелеер и женился на Анне Губберц (ок. 1605—1653)[9][10][11].